# حسن عيسى
الشيخ حسن عيسى الستري (مواليد 1970) رجل دين وخطيب ورادود وسياسي وناشط حقوقي بحريني ، عضو مجلس النواب الأسبق خلال الفترة 14 ديسمبر 2010 حتى 17 مايو 2011. 

## النشأة والتعليم
وُلد عيسى في عام 1970 في قرية سترة شرق البحرين.
أكمل دراسة المرحلة الثانوية في عام 1987 عبر التخرج من مدرسة مدينة عيسى الثانوية للبنين. في عام 1989 بدأ في دراسته الدينية الحوزوية. حصل على شهادة البكالوريوس في العلوم الإسلامية من جامعة المصطفى العالمية.

## المسيرة المهنية والسياسية
اعتقل عدة مرات في أواخر ثمانينات وتسعينات القرن العشرين وفي يوليو 1997 غادر البحرين واتجه إلى مدينة قم في إيران لاكمال دراسته الحوزوية.
في عام 2008 وإثر عودته من إيران أسس مركز تربوي في قرية سترة. عبر عضويته لجمعية الوفاق الوطني الإسلامية ذات الأيدلوجية الشيعية 
ترشح في انتخابات مجلس النواب 2010 عن الدائرة السادسة بالمحافظة الوسطى (قبل إلغائها). وقد نافسه مرشح وحيد وهو محمد آل عباس وفاز في الجولة الأولى للانتخابات بعد حصوله على5308 أصوات من إجمالي 5772 ناخب أدلوا بأصوات صحيحة في الدائرة وبنسبة نجاح 92 في المئة حسب تصريحات هيئة الانتخابات آنذاك.

### الاحتجاجات البحرينية 2011
في فبراير 2011 قدم استقالته من عضوية مجلس النواب وذلك ضمن كتلة جمعية الوفاق التي قدمت استقالتها بسبب الاحتجاجات الشعبية ضمن الربيع العربي.
احتجز عيسى بعد عودته من زيارة العتبات المقدسة في إيران وذلك في 18 أغسطس 2015. قال منتدى البحرين لحقوق الإنسان بأن عيسى يعتبر عضو مجلس النواب السابع الذي يتعرض للاعتقال 6 منهم ينتمون إلى جمعية الوفاق.
في 23 أغسطس 2015 قالت وزارة الداخلية أنها احتجزته بسبب قضايا تتعلق بتمويل الإرهاب من خلال توزيع مبالغ مالية على إرهابيين مطلوبين جنائيا إضافة إلى آخرين شاركوا في تنفيذ أعمال ارهابية وكذلك ورد اسمه في عدد من القضايا الإرهابية من بينها تفجير سترة الإرهابي الذي وقع في 28 يوليو 2015 الذي أودي بحياة رجلي أمن وبعد التأكد من تلك المعلومات تم إصدار إذن بالقبض عليه. في 4 سبتمبر 2015 قال محامون بهيئة الدفاع عن عيسى (جاسم سرحان، محسن العلوي، يوسف ربيع) في بيان لهم عدم تمكتهم من التواصل عيسى حتى الآن مما أقلقهم. في 7 سبتمبر تمكنت هيئة الدفاع لأول مرة من لقائه لمدة 3 دقائق فقط وذلك منذ اعتقاله في 18 أغسطس حيث أخبرهم بتعرضه لسوء المعاملة والتهديد من ضابط بالتحقيقات حيث قاله له الضابط بأنك في مكان سيء الصيت وأنه لا يريد ضربه وسنرى غلاوتك عند الجمعية. في 15 ديسمبر 2016 زعم نشطاء حقوقيون بأن عيسى أمضى أكثر من 480 يوم في الحبس الإنفرادي. في 29 مارس 2017 حكمت المحكمة الكبرى الجنائية الرابعة بالسجن 10 سنوات على عيسى. في 29 أكتوبر 2018 أيدت محكمة الاستئناف العليا الأولى حكما بالسجن 10 سنوات على عيسى.
في 29 مارس 2021 أعلنت جمعية الوفاق إصابة عيسى بفيروس كورونا أثناء قضاء عقوبته في سجن جو.

### خروجه من السجن
في 8 أبريل 2023 أصدر الملك حمد بن عيسى آل خليفة ملك مملكة البحرين بمناسبة الاحتفال باليوبيل الفضي لتوليه مقاليد الحكم وتزامناً مع عيد الفطر المبارك مرسوماً ملكياً بالعفو 1،584 شخص من المحكومين وشمل العفو الملكي الشيخ حسن عيسى 

## الحياة الشخصية
متزوج ولديه ولدان وبنت. وقد كان خلال فترة من حياته لاعب كرة قدم في منتخب البحرين لكرة القدم.